# Bolero (muziek)

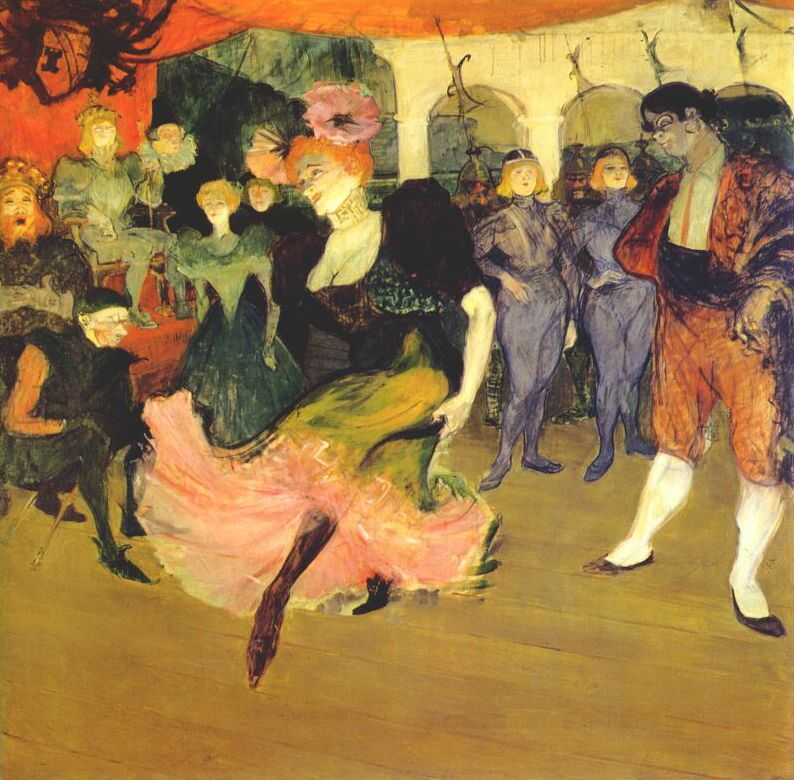
Bolerodanser door Lautrec
Marcelle Lender in Chilperic, 1895

De term bolero dekt twee soorten dans en muziekvormen.

## Spaanse bolero
De klassieke, 'Spaanse' bolero, in driekwartsmaat, ontstond in Spanje uit de contradanza en de sevillana aan het eind van de 18e eeuw (naar verluidt gecreëerd door danser Sebastiano Cerezo in 1780) en wordt door één danser of door een paar gedanst. De dans heeft een vrij langzaam tempo, en wordt uitgevoerd op zang met begeleiding van castagnetten en gitaar.
Een aantal componisten heeft muziek geschreven die op deze dans is gebaseerd. Zo schreef Frédéric Chopin in 1833 een bolero voor piano solo.
De bolero van Ravel is een ballet in beroemde, opzwepende perpetuum mobile-vorm, geschreven door de klassieke componist Maurice Ravel, en wordt meestal concertant (louter orkestraal) uitgevoerd.

## Cubaanse bolero
In Cuba ontwikkelde zich onafhankelijk een andere bolero in tweekwartsmaat, die zich eerst naar Mexico en later over heel Latijns-Amerika verspreidde. In de jaren vijftig werden gezongen bolero's zeer populair, vooral in Latijns-Amerika.
Versies hiervan worden gedanst in de Latijnse sectie van het ballroomdansen.
- Gemeinsame Normdatei: 4364831-9
- Library of Congress Control Number: sh00009526
- Nationale Bibliotheek van Tsjechië: ph320456
- Nationale Bibliotheek van Israël: 987007293876305171